# ورشة الحديد الممتاز

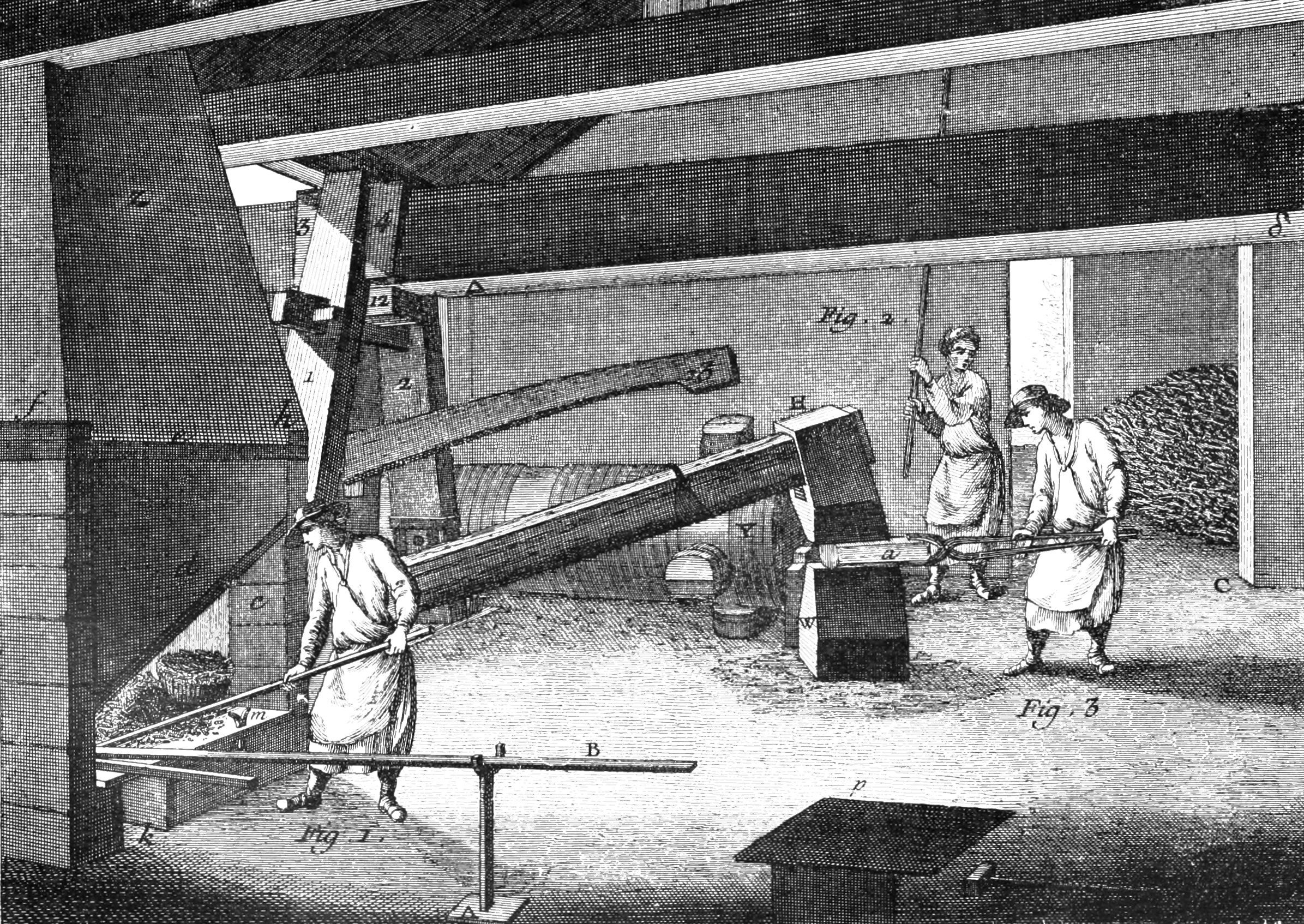
رسم تصوري لورشة الحديد الممتاز

ورشة حدادة الحديد الممتاز هي ورشة حدادة يقوم فيها الحدّادون بإنتاج الحديد المطاوع من الحديد الغفل (الحديد الزهر) بواسطة عملية نزع الكربون، مما يؤدي إلى الحصول على أنواع ممتازة من الحديد.
شاع استخدام هذا الأسلوب في تعدين الحديد منذ القرن الثالث قبل الميلاد في الصين، ثم انتشرت المعارف المتعلقة به إلى عدد من الحضارات المختلفة. حل أسلوب تعدين الحديد باستخدام 
أفران التسويط مكان ورشات الحديد الممتاز بداية منذ القرن الثامن عشر، ثم انتشرت على نطاق أوسع مع انطلاق الثورة الصناعية.